# Maria Józefa Wettyn (1731–1767)
Maria Józefa Karolina Saska fr. Marie-Josèphe de Saxe zdrobniale Pépa (ur. 4 listopada 1731 w Dreźnie, zm. 13 marca 1767 w Paryżu) – królewna polska, księżniczka saska, delfina Francji, była córką Augusta III, elektora Saksonii i króla Polski i Marii Józefy Habsburżanki (córki cesarza Józefa I).
9 lutego 1747 w Wersalu została delfiną Francji jako druga żona syna króla Francji – Ludwika XV – delfina Ludwika Ferdynanda (jego pierwszą żoną była Maria Teresa Hiszpańska). Propozycja małżeństwa Marii Józefy i Ludwika Ferdynanda wyszła od wuja panny młodej – Maurycego Saskiego. Projekt poparła metresa króla Francji – Madame de Pompadour. Maria Józefa urodziła ośmioro dzieci – aż trzech jej synów zostało później królami Francji. Na dworze swojego teścia była osobą wpływową i snuła liczne intrygi razem z Mesdames Tantes (córkami króla: Madame Adelajdą, Madame Wiktorią i Madame Zofią). Była świetną klawesynistką podziwianą przez współczesnych kompozytorów.
Maria Józefa pochowała swojego męża i bardzo przeżyła jego śmierć 20 grudnia 1765. Aby oszczędzić jej smutnych wspomnień, jej teść pozwolił jej zmienić apartamenty. Z pokoi, które zamieszkiwała wspólnie z mężem, przeniosła się do komnat należących do zmarłej w 1764 madame de Pompadour. Tam król odwiedzał synową częściej niż przed śmiercią Ludwika Ferdynanda i dyskutował z nią o planowanym małżeństwie jej najstarszego żyjącego syna – Ludwika Augusta z arcyksiężniczką austriacką – Marią Antoniną Habsburg. Wkrótce Maria Józefa podupadła na zdrowiu, zachorowała na gruźlicę – tę samą chorobę, na którą zmarł jej mąż. Zmarła półtora roku po Ludwiku Ferdynandzie i została pochowana w królewskiej krypcie w bazylice Saint-Denis.
Jej teściową była Maria Leszczyńska, córka króla Stanisława Leszczyńskiego, który walczył z ojcem i dziadem Marii Józefy Saskiej o polską koronę.

## Potomstwo Marii Józefy i Ludwika Ferdynanda
1. Maria Zefiryna (1750–1755),
2. Ludwik, diuk Burgundii (1751–1761),
3. Ksawery, diuk Akwitanii (1753–1754),
4. Ludwik August, książę de Berry (1754–1793), przyszły Ludwik XVI – król Francji (zgilotynowany),
5. Ludwik Stanisław, hrabia Prowansji (1755–1824), przyszły Ludwik XVIII – król Francji od 1814,
6. Karol Filip, hrabia d'Artois (1757–1836), przyszły Karol X – król Francji 1824–1830,
7. Maria Klotylda (1759–1802), poślubiła Karola Emanuela IV – króla Sardynii i księcia Piemontu,
8. Elżbieta (1764–1794), znana również jako Madame Elisabeth (zgilotynowana).